# Левкомігус білосніжний
Левкомігус білосніжний (Leucomigus candidatus) — вид комах з родини Curculionidae.

## Морфологічні ознаки
12,5–16 мм. Тіло овально-витягнуте, головотрубка коротка. Передньоспинка поперечна, з опуклими боками та трикутно витягнутою основою, рівномірно вкрита дрібними чорними горбиками, з великою білою плямою посередині і по одній округлій плямі по боках. Надкрила з жовтувато-сірими та білими плямами. Між основами вусиків головотрубка значно підведена, лоб з вдавленням між очима з ямкою, очі подовжено-овальні. Щиток непомітний. Надкрила не ширші за передньоспинку, паралельнобокі, з тонкими лінієподібними крапкованими борозенками і рівномірно широкими проміжками, скульптура яких прихована під густими волоскоподібними прилеглими лусками. Низ тіла і ноги з густими білими волоскоподібними лусками.

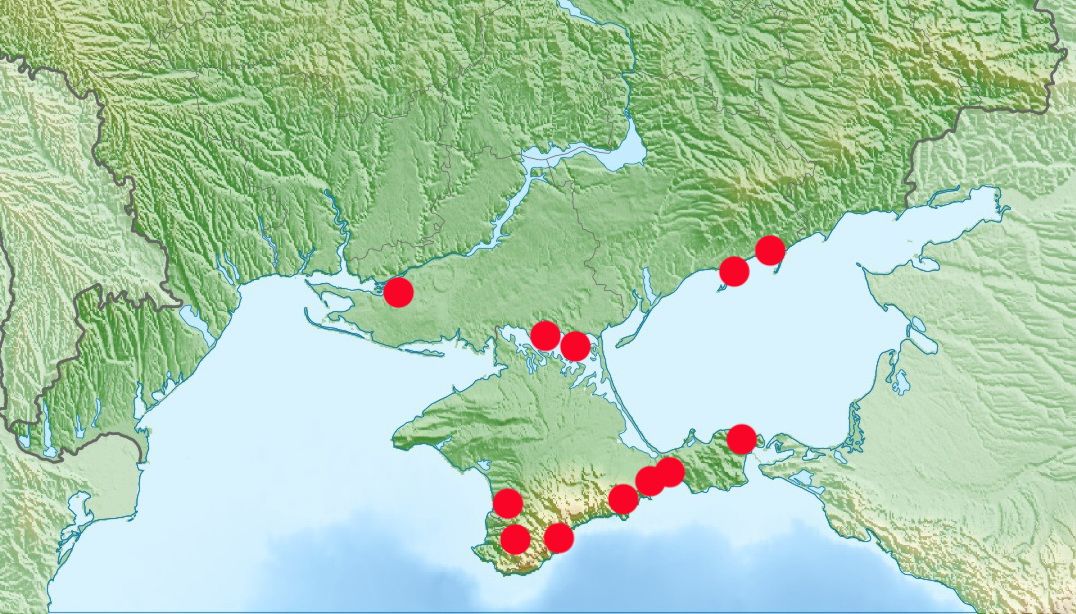
Знахідки леукомігуса білосніжного в Україні

## Поширення
Північна Африка, Західна Азія (Туреччина, Іран), південний схід Європейської рівнини, північний Кавказ, Закавказзя, Казахстан та Середня Азія. 
В Україні поширений в степовій зоні та в Криму. У 1984 р. вважався звичайним у пд. частині степової зони України (Воловник, 1984), зараз відомі поодинокі знахідки.

## Особливості біології
Прибережні біотопи та ділянки з типовою ксерофітною рослинністю. Імаго живиться листям та молодими стеблами полину, личинки — коренями, утворюючи нарости діаметром 20-30 мм. Активний з середини липня (у Гірському Криму — з червня) до початку вересня.

## Загрози та охорона
Чисельність зменшується через вибирання піску, рекреаційне навантаження, випасання худоби тощо.
Охороняється як компонент біоценозу в заказнику «Обіточна коса» та Карадазькому ПЗ.